# 竜田博之
竜田博之（たつた ひろゆき、1968年11月9日 - ）は日本の中央銀行家。

## 来歴
東京都杉並区。慶應義塾大学法学部卒業。在学中は憲法の小林節ゼミに所属していた。1991年 日本銀行入行。
2003年4月 経営企画室調査役。2017年5月 検査室参事役。2018年6月4日 下関支店長。2020年4月13日 発券局参事役。2022年7月25日 神戸支店長。
キャリアの約半分で災害時における日銀の業務継続計画に携わった。
趣味はマラソンと映画・演劇鑑賞。

## 略歴
- 1991年4月：日本銀行入行。
- 2003年4月：経営企画室調査役。
- 2004年7月：総務人事局企画役。
- 2005年7月：決済機構局企画役。
- 2007年7月：政策委員会室企画役。
- 2009年7月：システム情報局企画役。
- 2011年7月：決済機構局業務継続企画課長。
- 2013年9月24日：発券局戸田発券課長。
- 2015年6月：発券局日本橋発券課長。
- 2017年5月：検査室参事役。
- 2018年6月4日：下関支店長。
- 2020年4月13日：発券局参事役[2]。
- 2022年7月25日：神戸支店長。